# NGC 7278
NGC 7278 is een balkspiraalstelsel in het sterrenbeeld Toekan. Het hemelobject werd op 11 augustus 1836 ontdekt door de Britse astronoom John Herschel.

## Synoniemen
- ESO 146-27
- PGC 68940